# Hayden McCormick
Hayden McCormick (Cambridge, Waikato, 1 de gener del 1994) és un ciclista neozelandès que actualment milita a l'equip ONE. Combina la carretera amb el ciclisme en pista.

## Palmarès en ruta
- 2012
  -  Campió de Nova Zelanda en critèrium
  - 1r al Trofeu Centre Morbihan i vencedor d'una etapa
- 2014
  -  Campió de Nova Zelanda sub-23 en ruta
- 2016
  -  Campió de Nova Zelanda sub-23 en contrarellotge
- 2018
  - 1r a la New Zealand Cycle Classic
- 2020
  - 1r a la Gravel and Tar Classic

## Palmarès en pista
- 2012
  - Campió d'Oceania en Puntuació